# 朝倉政元
朝倉 政元（あさくら まさもと）は、戦国時代から江戸時代前期にかけての武士。通称は右京進。はじめ小田原北条家に仕え、のち徳川家に出仕して水戸藩士となった。鞍作りの名人として知られ、政元が製作した「右京打」の鞍は江戸時代に贈答用として重んじられた。

## 生涯

### 北条家家臣・朝倉右京進
天文15年（1546年）生まれ。父の名は、『寛永諸家系図伝』では政景（因幡守）、『水府系纂』では政光（右京進・能登守）とされるが、その実名を確定できる史料はない。なお、本項の人物の実名は慶長19年（1614年）の銘のある黒漆塗鞍（馬の博物館所蔵）の署名から、「政元」で疑いはない。
永禄2年（1559年）成立の『北条家所領役帳』では、馬廻衆の「朝倉右京進」が伊豆国鎌田（現在の伊東市鎌田）と相模国西郡大窪（現在の小田原市板橋）で合計44貫文余を得ていたことが確認できる。長塚孝は、『寛永系図』の生年を信じれば『所領役帳』当時の政元は13歳で、一般には元服前の年齢であるから、この「朝倉右京進」は先代当主（政元の父と見てよい、とする）と推測している。
天正15年（1587年）4月27日、小田原の伝肇寺が寺地の引き渡しをめぐって朝倉右京進を訴えた相論について、北条家は右京進の主張を退ける裁定を下した（長塚は、天正期の「朝倉右京進」は政元とみてよいとする）。右京進は小田原城下町に隣接する大窪の知行地の一部（8貫100文の地）を寺の用地として売却したが、その引き渡しを巡って紛争が生じていたものである。裁定の1か月余りのち、右京進は売却を明記した証文を提出したが、この史料は北条家における土地売却の手続きや兵糧の計算方法、小田原城下町外郭の状況などが記された史料として知られる。

### 徳川家に仕える
政元は、北条家が滅亡すると豊臣秀次に仕えたという。文禄4年（1595年）の秀次事件のあとで牢人となり、山城国で蟄居した。
慶長8年（1603年）、徳川家康に召し出されて拝謁（御目見）した。『水府系纂』に従えば、政元は武田信吉（万千代）付となり、600石を知行した。慶長8年（1603年）9月に信吉は死去し、代わって11月に徳川頼宣（長福丸）が水戸城主になるが、これに伴って政元は頼宣付きとなった。慶長10年（1605年）正月8日付けの知行目録によれば、政元は多良崎村（ひたちなか市足崎）・下小坂村（東茨城郡城里町小坂）・渡村（水戸市）で600石を知行していた。下小坂は馬産地域であり、馬や鞍作りとの関連が考慮された可能性がある。
慶長14年（1609年）、徳川頼宣は駿府城主となり、水戸には徳川頼房（鶴千代丸）が入るが、政元は駿府へは移らず、水戸に在留して頼房に仕えた。
寛永6年（1629年）3月17日に死去、享年84。

## 右京打の鞍
朝倉政元の鞍作りの技能は「右京打」と呼ばれた。『鞍鐙新書』が引く『諸家深秘録』によれば、「朝倉右京進」は無双の細工人で鞍打ちの上手であり、「作の鞍」（室町時代に伊勢氏が製作した鞍）同様に重んじられたとある。
朝倉政元の経歴や、その鞍作りの技能がどのように習得されたかについては、江戸時代後期に栗原信充が『鞍鐙新書』を編纂した時点で相当に情報が混乱していたことが窺える。『鞍鐙新書』は、政元の鞍作りの師匠を伊勢貞元あるいは伊勢貞泰とする説があることを伝える。後述の『柳営婦女伝系』によれば、北条幻庵の弟子という伝承もあったようである。
『北条家所領役帳』の馬廻衆には職能をもって仕えた武士が含まれる。ここに現れる「朝倉右京進」を政元の父とする長塚孝は、朝倉右京進家は鞍作りを家職として北条氏に仕えていたと推測する。政元の鞍は贈答用のものが中心であり、実戦向きの鞍を量産する職人衆の棟梁というわけではない。

### 補足：小田原北条家と鞍
江戸時代の軍記物には、伊勢宗瑞（北条早雲）をはじめとする小田原北条氏一門が鞍打ちを行ったとする逸話が載せられている。北条幻庵は諸芸や細工にすぐれており、家に伝わった鞍も極めたということが、文禄2年（1593年）書写との記年のある『小田原記』に見られる。ただし、小田原北条家による鞍の作成を確認できる情報は少ない。
宗瑞の出自である伊勢家は、南北朝時代後期に厩奉行として室町殿の乗馬を管理し、政所執事となって以降は足利家の儀礼を管掌したことから（伊勢流）、鞍作りの技術を有していたことが知られる。北条氏綱の花押のある鞍は、愛知県豊川市の菟足神社で1点確認されている。

## 系譜・親族

### 相模国の朝倉家
小田原北条家に仕えた朝倉家は、越前朝倉氏の一族と称し、駿河今川家に仕えたのち北条家に移ったと伝えている。幕臣となった子孫による系譜（『寛永諸家系図伝』およびそれを引き継ぐ『寛政重修諸家譜』）によれば、政元の家は朝倉孝景（弾正左衛門敏景）の次男・秀景（孫三郎・三郎左衛門）を始祖とし、秀景の子の玄景（孫太郎・右衛門尉）は伯父の朝倉氏景と不和になったため越前国を去って駿河国の今川氏親に仕え、玄景の子が政景（因幡守）、政景の子が北条氏政に仕えた朝倉政元（右京進）であるという。ただし、越前朝倉氏関係の史料に「秀景」もしくはそれに相当する人物は確認できず、『寛永系図』の呈譜編纂時に秀景以下の部分を朝倉氏嫡流の系図につなぎ合わせたものと見られる。なお、水戸藩士になった子孫が作成した系譜（『水府系纂』）もあるが、少なからぬ相違がある。
相模の朝倉氏が越前朝倉氏の一族であることを確証できる史料はないが、駿河に関係する玉縄北条家との関係などから、駿河から相模に移ったことは確からしい。享禄4年（1531年）、香林寺（小田原市）に「朝倉右京」と署名する人物が祖父「播磨」が寄進した土地を確認する文書が残っており、長塚孝は政元の曾祖父にあたる「朝倉播磨守」が伊勢宗瑞に従い駿河国から相模国に移ったという経緯を推測する。玉縄北条家には朝倉氏から養勝院殿（北条綱成の実母と見られる。「北条為昌」「北条綱成」の項参照。長塚孝は「朝倉播磨守」の娘と推測する）が嫁いでいる。このほか『北条家所領役帳』には、朝倉右京進のほかにも御馬廻衆の朝倉孫左衛門・朝倉又四郎、玉縄衆の朝倉右馬助、江戸衆の朝倉平次郎など、複数の朝倉一族の名が見える。
『寛永系図』『寛政譜』には政元の叔父（政景の弟）に朝倉能登守が挙げられ、法名を「見也」としている。この人物は『北条五代記』に「弓馬に達者」な武将として挙げられ、のちに結城秀康に仕えて見事な馬術を披露したという朝倉犬也と見られ、系譜関係を検討した長塚孝は、系譜通り犬也が政元の叔父とみて不都合はないとする。

### 子孫
『寛政重修諸家譜』には、政元の子として以下の順で女子2名・男子4名（うち1名は養子）を載せる。
- 女子 - 天方通綱の妻
- 女子
- 長男：朝倉能元（勘解由）
- 二男：朝倉政明（才三郎）
- 三男：朝倉元忠（小刑部）
- 養子：朝倉政実（吉兵衛） - 鵜飼吉右衛門の子

長女は結城秀康家臣の天方通綱に嫁いだ。『鞍鐙新書』によれば、政元の鞍打ちの技術を受け継いだのは通綱である。
長男の勘解由の実名について、『寛政譜』では「能元」とするが、『鞍鐙新書』では「元能」とする。『寛政譜』によれば勘解由は早世したとされているが、実際には紀州藩に仕えている。頼宣が駿府に移った際に政元は水戸に残ったが、勘解由は頼宣に従ったものと見られる。『南紀徳川史』には家康から「朝倉半助」が頼宣に付けられたとあり、これが能元の通称と見られる。『鞍鐙新書』によれば、勘解由は義兄の天方通綱に鞍作りの技術を学んだ。
二男の朝倉政明（才三郎）は幕臣となった。徳川秀忠に仕えて近習となり、武蔵国筑井（相模国津久井）で500石を知行したが、慶長18年（1613年）に26歳で死去した。政明には継嗣がなかったが、親族の青山忠俊の請願により、天方通綱の子（政元の外孫）である朝倉豊明（堅次郎）が家を継ぐことが認められた。豊明は徳川家光に仕えてのちに近習・御徒頭に至り、従五位下織部正に叙任され、知行は1000石まで加増された。
『水府系纂』によれば、水戸藩士としての朝倉政元の家督を継いだのは、甥で養子の朝倉元宣（八兵衛）である。元宣（八兵衛）には鞍作りを行った形跡はない。政元の弟2人も水戸藩に仕えているが、この系統にも鞍作りは伝承されていないようである。

## 備考
- 『柳営婦女伝系』は信憑性に疑問も呈される史料であるが、徳川家光の側室で徳川家綱の生母となった宝樹院の実父を「朝倉惣兵衛」とし、朝倉才三郎（『寛政譜』の政明）の家に仕えて家政万端を取り仕切り、主人才三郎から朝倉の名字を許された者としている。その関係で、主家であった朝倉家についても以下のようなまとまった言及があり、本項の政元は「朝倉右京進豊高」の名で登場する。
  - 北条家旧臣の「朝倉右京進豊高」は武名を知られ、小田原合戦後に家康に仕えて知行地2000石を得、徳川頼房付となって水戸に居住した。その長男の勘解由豊方は徳川頼宣に仕えて紀州に居住した。二男の才三郎は、実子のなかった「伊豆検校」（土屋円都。北条家旧臣）の養子となり「土屋牛之助」と名乗り秀忠に仕えさせたが、のちに実子の土屋知貞が生まれたため、「土屋牛之助」は朝倉才三郎に戻り[注釈 12]、新知500石を得て秀忠の御膳番を務めた。しかし才三郎は慶長18年（1613年）9月に病死したため、甥の朝倉織部豊明を養子として家督を継がせることにした[14]。
  - 才三郎の家の跡式を豊明に継承させるにあたり、豊高[注釈 13]が水戸から乗り込んで家政を整理したが、家政を預かっていた朝倉惣兵衛に不始末があることが発覚し、惣兵衛は死罪にされるところであった[28]。故・才四郎の「兄弟分」であった土屋知貞とその父の伊豆検校は、才三郎家の長年の功労者であった惣兵衛を不憫に思い、惣兵衛の助命を働きかけた結果、惣兵衛は死を免れて江戸を追放された[28]。